# Институт биологии и биотехнологии растений
Институт биологии и биотехнологии растений (ИББР) — научно-исследовательский институт выполняющий фундаментальные и прикладные исследования в области биотехнологии растений. Полное наименование — Республиканское государственное предприятие на праве хозяйственного ведения «Институт биологии и биотехнологии растений». Входит в состав Комитета науки Министерства образования и науки Республики Казахстан.
Штатная численность Института — 128 человек, из них научных сотрудников — 69, в том числе докторов наук — 14 (2 академика НАН РК), кандидатов наук — 25.

## История Института
В 1993 году физиологические и генетические лаборатории Института Ботаники НАН РК были объединены в Институт физиологии, генетики и биоинженерии растений. Задача нового научно-исследовательского учреждения состояла в проведении фундаментальных и прикладных исследований в области физиологии, генетики и биоинженерии растений. 7 августа 2006 года Правительство Республики Казахстан приняло постановление № 742 о переименовании института в Институт биологии и биотехнологии растений. С момента создания учреждения в нём было создано 5 новых лабораторий биотехнологического плана. С 1993 по 2006 годы институтом руководил академик НАН РК, доктор биологических наук профессор И. Р. Рахимбаев. В 2006 году институт возглавил доктор биологических наук профессор К. Ж. Жамбакин.

## Направление деятельности
Институт занимается научно-исследовательской работой и производственно-хозяйственной деятельностью.
Проводятся биотехнологические исследования по повышению устойчивости сельскохозяйственных растений к абиотическим факторам (климатическим, эдафогенным, орографическим и химическим), а также к болезням и вредителям. Ведутся работы по повышению качества сельскохозяйственных продуктов, разрабатываются биотехнологии микроклонального размножения растений, осуществляются биотехнологические работы в области прикладной экологии.
Помимо научных работ ИБРР занимается и производственно-хозяйственной деятельностью, производя и реализуя, в том числе на экспорт, продукцию сельскохозяйственного, лесохозяйственного, медицинского, природоохранного и промышленного назначения.

## Участие в республиканских программах
В настоящее время ИБРР участвует в 5 республиканских программах Комитета Науки Министерства Образования и Науки Республики Казахстан, 4-х научно-технических и одной программе фундаментальных исследований:
- Научно-Техническая Программа «Пополнение, изучение и поддержание коллекций растений, животных, микроорганизмов и уникальных генетических банков для сохранения биоразнообразия Казахстана на 2008—2010 годы»
- Научно-Техническая Программа «Разработка и использование генноинженерных и клеточных технологий в медицине, сельском хозяйстве, охране окружающей среды, пищевой и перерабатывающей промышленности на 2009—2011 годы»
- Научно-Техническая Программа «Разработка и внедрение в селекционную практику молекулярно-генетических и биоинженерных методов ускоренного создания новых высокоурожайных сортов сельскохозяйственных культур для дальнейшего укрепления продовольственной безопасности страны» на 2009—2011 годы"
- Научно-Техническая Программа «Научно-техническое обеспечение государственного регулирования оборота генетически модифицированных объектов в Республике Казахстан» на 2009—2011 годы"

## Научные подразделения
- Лаборатория Селекции и биотехнологии

Основные направления научных исследований лаборатории
Создание отечественных сортов и линий сельскохозяйственных растений, устойчивых к абиотическим и биотическим факторам среды, с использованием молекулярно-генетических и биотехнологических методов селекции.
Микроклональное размножение декоративных и редких видов растений.
Основные результаты:
Усовершенствована методика получения гаплоидных регенерантов рапса
Разработана биотехнология получения генетически модифицированного рапса с повышенной устойчивостью к засолению почв
Сотрудниками лаборатории создан сорт яровой мягкой пшеницы Аспан и передан на Государственное сортоиспытание в 2012 году
Определение жирнокислотного состава, клонирование растений, получение безвирусных растений методом вычленения апикальных меристем
Создание биореактора для получения лимонной кислоты
Создание биореактора для получения безвирусных микроклубней картофеля
- Лаборатория генетики и селекции
- Лаборатория генетической инженерии
- Лаборатория клеточной биологии
- Лаборатория клеточной инженерии
- Лаборатория клонального размножения
- Лаборатория криосохранения гермоплазмы
- Лаборатория молекулярной биологии
- Лаборатория молекулярной генетики растений
- Лаборатория физиологии и биохимии растений

## Руководство Института
- Генеральный директор — доктор биологических наук Жамбакин Кабыл Жапарович
- Учёный секретарь — кандидат биологических наук Ахметова Данышпан Шакирбаевна